# Prostitution dans la Grèce antique
Vous lisez un « article de qualité » labellisé en 2006.
Pour un article plus général, voir Histoire de la prostitution.

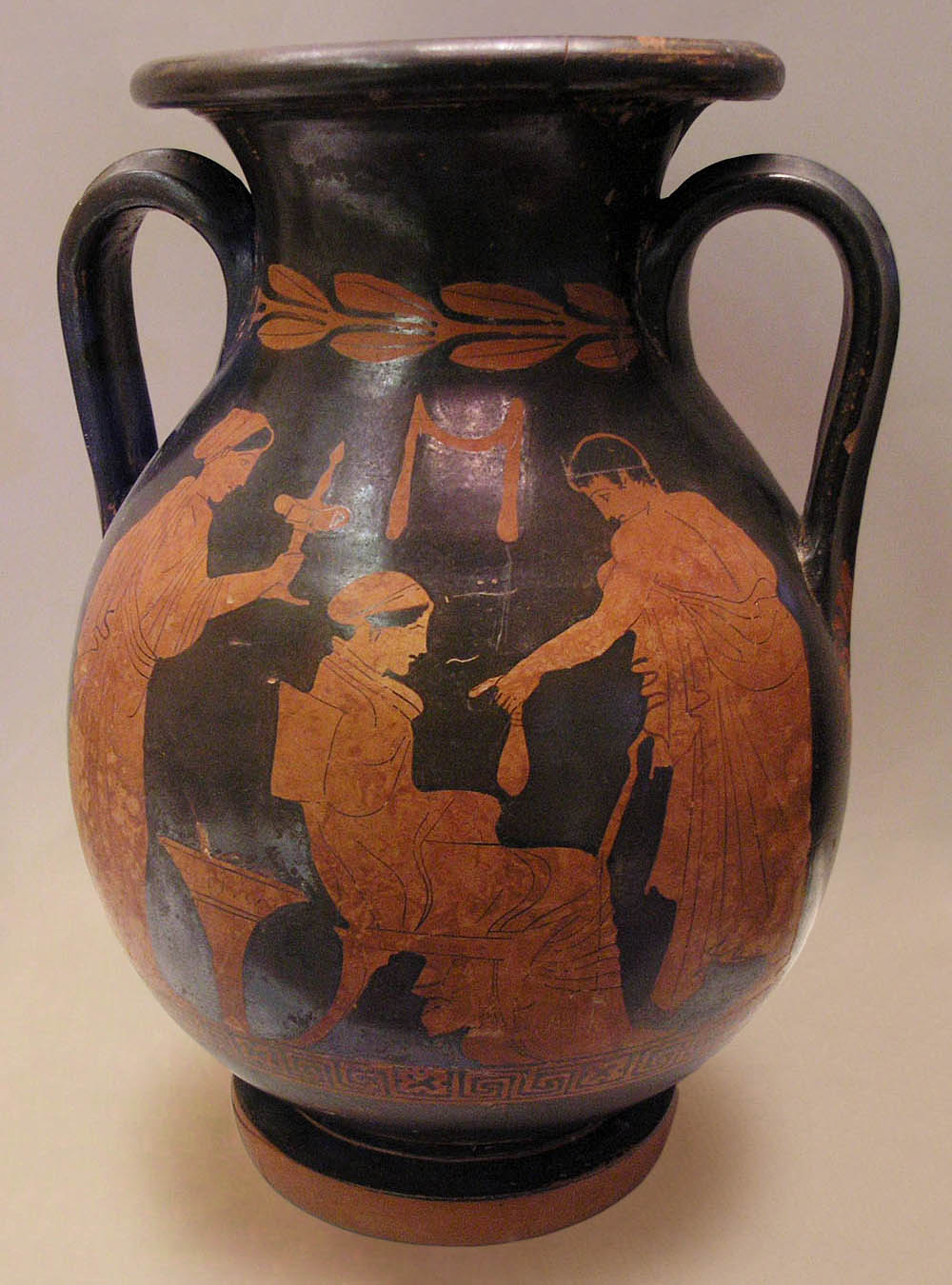
Courtisane et son client, péliké attique à figures rouges de Polygnote, v. 430 av. J.‑C., musée national archéologique d'Athènes.

La prostitution est une composante de la vie quotidienne des Grecs antiques dès les plus hautes époques. Dans les cités grecques les plus importantes et en particulier les ports, elle emploie une part non négligeable de la population et représente donc une activité économique de premier plan. Elle est loin d'être clandestine : les cités ne la réprouvent pas et les maisons closes existent au grand jour. À Athènes, on attribue même au législateur légendaire Solon la création de lupanars étatiques à prix modérés, les dicterions. La prostitution concerne inégalement les deux sexes : femmes de tous âges et jeunes hommes se prostituent, pour une clientèle très majoritairement masculine.

## Prostitution féminine

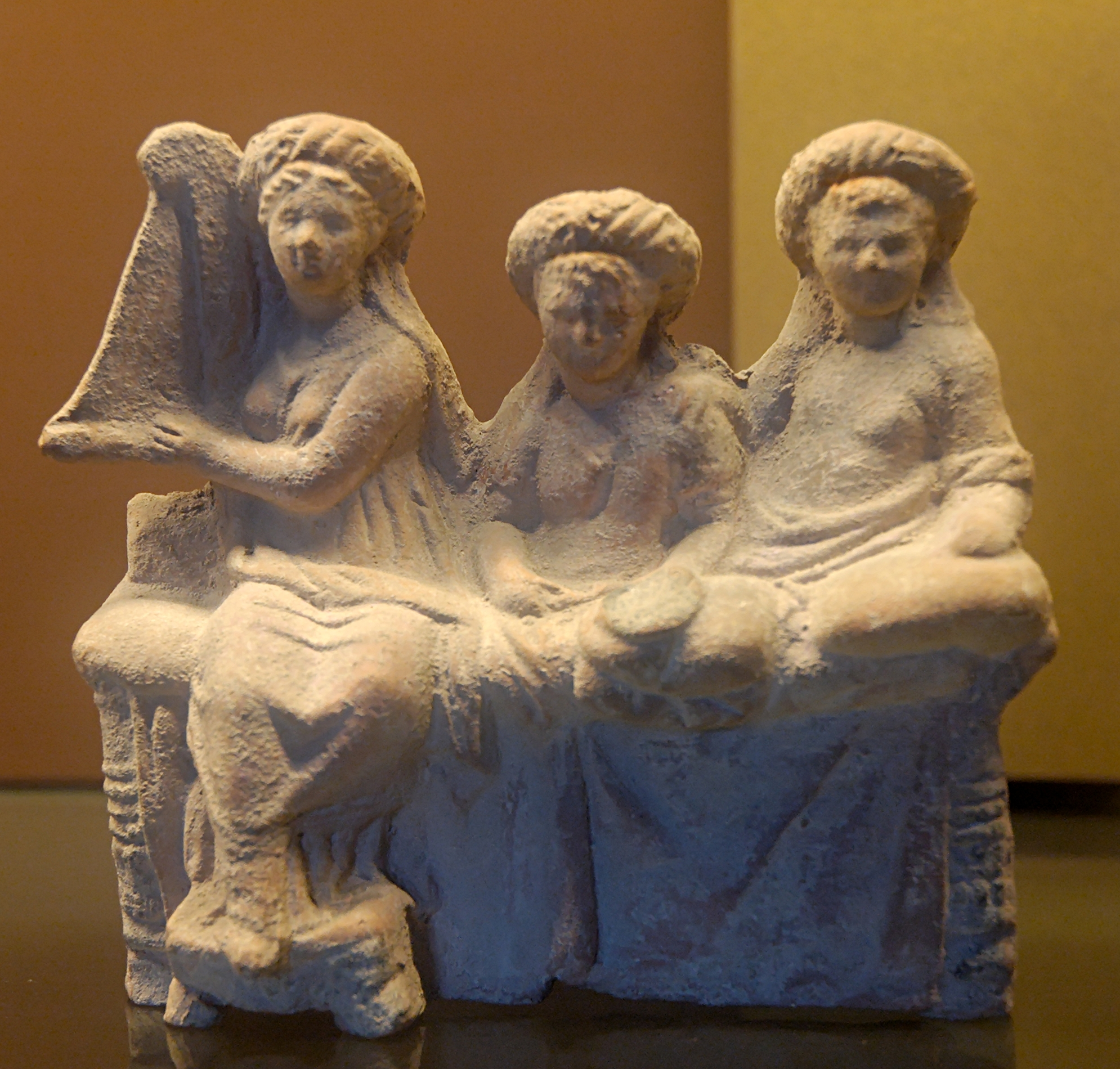
Hétaïre et banqueteurs assis sur une banquette, terre cuite de Myrina, v. 25 av. J.‑C., musée du Louvre

Le pseudo-Démosthène déclare au IVe siècle av. J.-C. devant les citoyens assemblés en tribunal : « nous avons les courtisanes en vue du plaisir, les concubines pour nous fournir les soins journaliers, les épouses pour qu'elles nous donnent des enfants légitimes et soient les gardiennes fidèles de notre intérieur ». Si la réalité est sans doute moins caricaturale, il n'en reste pas moins que les Grecs n'éprouvent pas de scrupule moral au recours courant à des prostituées.
Parallèlement, les lois réprouvent très sévèrement les relations hors mariage avec une femme libre — dans le cas d'un adultère, le mari trompé a le droit de tuer l'offenseur pris en flagrant délit — de même que le viol. L'âge moyen du mariage étant 30 ans pour les hommes, le jeune Athénien n'a pas d'autre choix, s'il veut avoir des relations hétérosexuelles, que de se tourner vers ses esclaves ou vers les prostituées. L'existence d'une prostitution féminine à destination des femmes est mal attestée. L'Aristophane du Banquet de Platon mentionne des ἑταιρίστριαι / hetairístriai dans son célèbre mythe sur l'Amour : selon lui, « les femmes issues des portions de femmes primitives n'ont pas grand goût pour les hommes : elles préfèrent les femmes, et c'est de là que viennent les hetairístriai », ; il pourrait s’agir de prostituées s'adressant à une clientèle lesbienne. Lucien de Samosate s'étend sur cette pratique dans ses Dialogues des courtisanes, ; il est possible qu'il s'agisse d'une allusion au passage du Banquet de Platon.

### Pornai

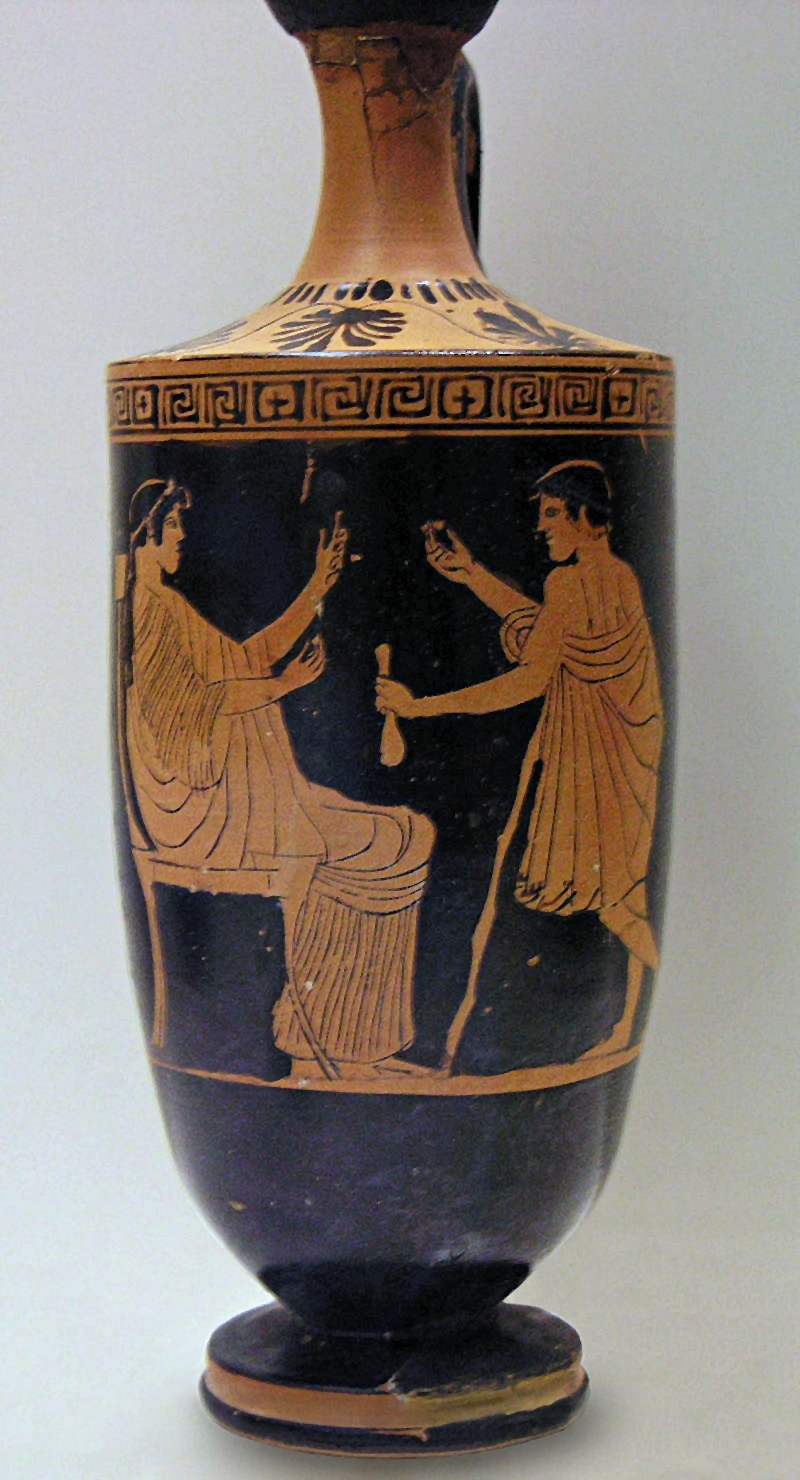
Courtisane recevant l'un de ses clients, lécythe attique à figures rouges du peintre d'Athéna, v. 460-450 av. J.‑C., Musée national archéologique d'Athènes

Ces prostituées sont classées en plusieurs catégories. En bas de l'échelle se trouvent les πόρναι / pórnai, qui comme l'étymologie l'indique — le mot vient de πέρνημι / pérnêmi, « vendre » — sont généralement des esclaves, propriété du πορνοϐοσκός / pornoboskós ou proxénète, littéralement le « berger » des prostituées, qui acquitte une taxe sur le revenu qu'elles génèrent. Le propriétaire peut être un citoyen, pour qui il s'agit d'une source de revenus comme une autre : un orateur du IVe siècle av. J.-C. en fait figurer deux dans l'état de sa fortune ; Théophraste cite le proxénète aux côtés de l'aubergiste et du collecteur d'impôts, dans une liste de professions ordinaires, bien que peu honorables,. Le propriétaire peut être également un ou une métèque.
À l'époque classique, les filles sont des esclaves d'origine barbare ; à partir de l'époque hellénistique, s'y ajoutent les cas de petites filles exposées par leur père citoyen, considérées comme esclaves jusqu'à preuve du contraire. Le cas semble fréquent, puisque Clément d'Alexandrie, au IIe siècle apr. J.-C., met en garde ceux qui fréquentent les prostituées contre le danger d'inceste : « combien de pères, ayant oublié les enfants qu'ils avaient abandonnés, ont, sans le savoir, des relations sexuelles avec leur fils qui se prostitue ou leur fille devenue une courtisane… ». Ces prostituées travaillent dans des maisons closes, généralement dans des quartiers connus pour cette activité, tels que le Pirée (port d’Athènes) ou le Céramique à Athènes. Elles sont fréquentées par les marins et les citoyens pauvres.
À cette catégorie appartiennent les filles des bordels d'État athéniens. Selon Athénée citant l'auteur comique Philémon et l'historien Nicandre de Colophon, c'est Solon qui, « soucieux de calmer les ardeurs des jeunes gens, […] prit l’initiative d’ouvrir des maisons de passe et d’y installer des jeunes femmes achetées ». Ces bordels étatiques [Passage contradictoire], les dicteria, appartiennent à de riches citoyens [Information douteuse] [Passage contradictoire], sont tenus par des gérants appelés pornobosceions et surveillés par des fonctionnaires. Ils jouissent du privilège d'inviolabilité et sont d'abord établis dans les ports pour une clientèle de marins. Les prostituées qui y travaillent s’appellent les dictériades. Ainsi, l'un des personnages des Adelphes s'exclame :

« Toi, Solon, tu as fait là une loi d’utilité publique, car c’est toi qui, le premier, dit-on, compris la nécessité de cette institution démocratique et bienfaitrice, Zeus m'en est témoin ! Il est important que je dise cela. Notre ville fourmillait de pauvres garçons que la nature contraignait durement, si bien qu’ils s’égaraient sur des chemins néfastes : pour eux, tu as acheté, puis installé en divers endroits des femmes fort bien équipées et prêtes à l’emploi. […] Prix : une obole ; laisse-toi faire ! Pas de chichis ! Tu en auras pour ton argent, comme tu veux et de la manière que tu veux. Tu sors. Dis-lui d'aller se faire voir ailleurs : elle n'est rien pour toi. »

Comme le souligne le personnage, les maisons closes soloniennes rendent la satisfaction sexuelle accessible à tous et donc indépendante des revenus personnels. Dans cette même optique, Solon aurait érigé, grâce à la taxe levée sur les maisons closes (la pornikotelos), un temple à Aphrodite Pandémos, littéralement Aphrodite « de tout le peuple ». Même si la véracité historique de ces anecdotes est douteuse, il semble néanmoins clair que les Athéniens considèrent la prostitution comme une composante de la démocratie.
S'agissant des tarifs, il existe de nombreuses allusions au prix d'une obole pour les prostituées les moins coûteuses, sans doute pour les prestations les plus simples. Il est difficile de savoir s'il s'agit d'un montant proverbial signifiant simplement « bon marché » ou d'un prix réel.

### Prostituées indépendantes

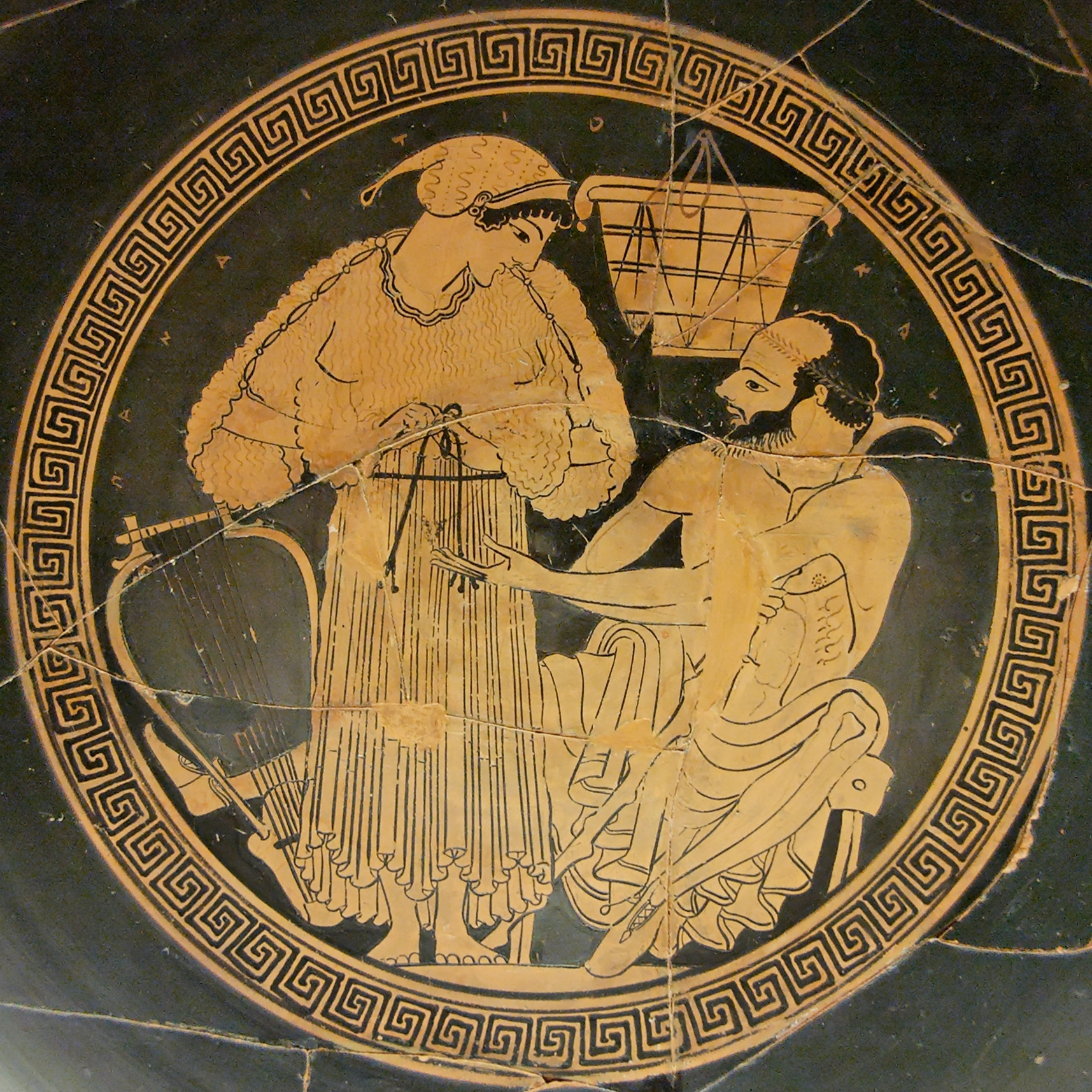
Une musicienne de banquet (cf. la lyre) se rhabille sous les yeux de son client, tondo d'une coupe attique à figures rouges d'Euphronios, v. 490 av. J.‑C., British Museum

Un cran au-dessus se trouvent les prostituées anciennes esclaves ayant acquis leur liberté. Leur statut est très proche des hetaira, les concubines. Outre une démonstration en direct de leurs charmes aux clients potentiels, elles ont recours à des artifices publicitaires : ainsi, on a retrouvé des sandales à semelle arrangée, conçues pour laisser la marque ΑΚΟΛΟΥΘΙ / AKOLOUTHI (« suis-moi ! ») sur le sol[Information douteuse]. Elles utilisent également du maquillage, apparemment peu discret : Euboulos, auteur de la comédie moyenne, tourne ainsi en dérision les courtisanes « peinturlurées de blanc de céruse et […] s'enduisant les joues de jus de mûre ».
Ces prostituées sont d'origines diverses : femmes métèques ne trouvant pas d'autre emploi dans la cité d'arrivée, veuves pauvres, anciennes pornai ayant réussi à se racheter — souvent à crédit. À Athènes, elles doivent être enregistrées auprès de la cité et paient une taxe. Certaines d'entre elles parviennent à faire fortune dans leur métier. Au Ier siècle, à Koptos, en Égypte romaine, les frais de passage pour les prostituées s'élèvent à 108 drachmes, contre 20 drachmes pour les autres femmes.
Leurs tarifs sont cependant difficiles à évaluer : il semble qu'ils varient beaucoup. Au IVe siècle av. J.-C., Théopompe indique que les prostituées de seconde zone exigent un statère (deux drachmes) et, au Ier siècle av. J.-C., le philosophe épicurien Philodème de Gadara mentionne un système d'abonnement s'élevant à cinq drachmes pour douze visites. Au IIe siècle ap. J.‑C., dans le Dialogue des courtisanes de Lucien de Samosate, la prostituée Ampélis considère cinq drachmes par visite comme un prix médiocre,. Dans le même texte, une jeune fille peut demander une mine, soit cent drachmes, voire deux mines si le client est peu ragoûtant. Inversement, une jeune et belle prostituée peut imposer de meilleurs prix qu'une collègue sur le déclin — même si l'iconographie des céramiques montre qu'il existe un marché spécifique pour les vieilles femmes. Tout dépend également si le client entend s'assurer l'exclusivité de la prostituée ou non. Il existe des arrangements intermédiaires : un groupe d'amis achète l'exclusivité, chacun ayant droit à une part de temps. On peut sans doute ranger dans cette catégorie les musiciennes et danseuses officiant dans les banquets masculins. Aristote, dans Constitution d'Athènes mentionne parmi les attributions spécifiques de dix magistrats (cinq intra muros et cinq pour le Pirée) les ἀστυνόμοι / astynómoi, la charge de veiller « à ce que les joueuses de flûte, de lyre et de cithare ne soient pas louées plus de deux drachmes » par soirée. Des services sexuels peuvent faire partie de la location dont le prix, malgré le contrôle pratiqué par les astynomes, tend à devenir de plus en plus élevé au cours de la période. Des danseuses, des acrobates et des musiciens de location peuvent agrémenter la soirée : Théophraste montre dans ses Caractères le propriétaire d'un esclave qui a loué des filles, musiciennes et danseuses qui peuvent assurer tous les plaisirs des convives.

### Hétaïres

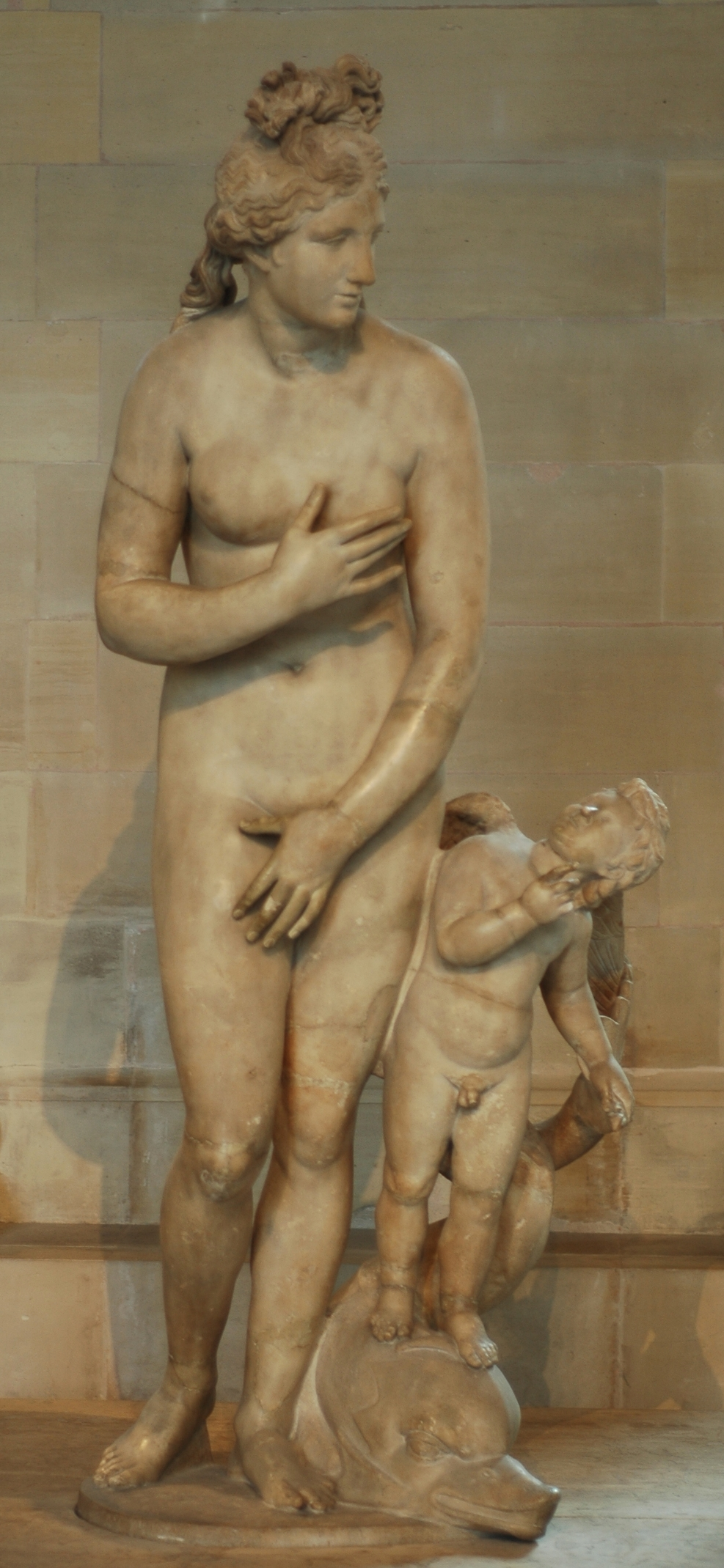
Vénus Borghèse ou Vénus Capitoline, copie de l'Aphrodite de Cnide, œuvre de Praxitèle dont la maîtresse, l'hétaïre Phryné, est le modèle, musée du Louvre

Les hétaïres ne se contentent pas d'offrir des services sexuels et leurs prestations ne sont pas ponctuelles : de manière littérale, ἑταίρα / hetaíra signifie « compagne ». Elles possèdent généralement une éducation soignée et sont capables de prendre part à des conversations entre gens cultivés, par exemple lors des banquets. Seules entre toutes les femmes de Grèce, Spartiates exceptées, elles sont indépendantes et peuvent gérer leurs biens. La concubine reçoit des dons de quelques « compagnons » (hetairoi) ou « amis » (philoi), qui assurent son entretien, et à qui elle accorde ses faveurs. Il s'agit le plus souvent de métèques, comme Aspasie, originaire de Milet, ou Nééra, originaire de Corinthe.
Aspasie, maîtresse de Périclès, est ainsi la femme la plus célèbre du Ve siècle av. J.-C. Elle attire chez elle Sophocle, Phidias ou encore Socrate et ses disciples. Selon Plutarque, « elle domin[e] les hommes politiques les plus éminents et inspir[e] aux philosophes un intérêt qui n'[est] ni mince ni négligeable ». Un certain nombre d'hétaïres sont connues : à l'époque classique, il y a ainsi Théodoté, compagne d'Alcibiade, avec qui Socrate dialogue dans les Mémorables ; ou encore Nééra, sujet d'un célèbre discours du pseudo-Démosthène ; Phryné, modèle de l'Aphrodite de Cnide — chef-d'œuvre de Praxitèle dont elle est la maîtresse, mais aussi compagne de l'orateur Hypéride, qui la défendra dans un procès en impiété ; Léontion, compagne d'Épicure et philosophe elle-même, et la proverbiale Laïs de Corinthe, amante régulière de Myron, à qui Aristippe voua une grande passion ruineuse. À l'époque hellénistique, on peut citer Pythonikè, maîtresse d'Harpale, trésorier d'Alexandre le Grand ou encore Thaïs, maîtresse d'Alexandre lui-même et de Ptolémée Ier après lui.
Certaines de ces hétaïres sont très riches : Xénophon décrit Théodoté entourée d'esclaves, richement vêtue et logeant dans une maison de grande allure. Certaines se distinguent par leurs dépenses extravagantes : ainsi une Rhodope, courtisane égyptienne affranchie par le frère de la poétesse Sappho, se serait distinguée en faisant bâtir une pyramide. Hérodote ne croit pas à cette anecdote, mais décrit une inscription très coûteuse qu'elle finance à Delphes. Les tarifs des courtisanes varient beaucoup, mais sont substantiellement plus élevés que ceux des prostituées communes : dans la nouvelle comédie, ils varient de 20 à 60 mines pour un nombre de jours indéterminés. Ménandre mentionne une courtisane gagnant trois mines par jour soit davantage, précise-t-il, que dix pornai réunies. S'il faut en croire Aulu-Gelle, les courtisanes de l'époque classique vont jusqu'à 10 000 drachmes pour une nuit. Il est parfois difficile de distinguer les hétaïres des simples prostituées : dans les deux cas, la femme peut être libre ou esclave, autonome ou protégée par un souteneur. Les auteurs semblent parfois employer les deux termes de manière indifférenciée. Certains spécialistes se sont donc interrogés sur la réalité de la distinction entre hetaira et pornē ; on[Qui ?] s'est même demandé dans quelle mesure le terme hetaira n'était pas un simple euphémisme.

### Prostitution sacrée
Pour des articles plus généraux, voir Prostitution sacrée et Hierodule.
La Grèce ne connaît pas de prostitution sacrée d'ampleur comparable à celle qui existe au Proche-Orient ancien. Les seuls cas connus concernent les franges du monde grec (en Sicile, à Chypre, dans le royaume du Pont ou en Cappadoce).
En Grèce même, Corinthe constitue une exception : à l'époque romaine, Strabon témoigne que l'Acrocorinthe héberge plus d'un millier d'esclaves du temple, prostituées vouées par des citoyens à la déesse, source des richesses de la ville : c'est selon lui, l'origine du proverbe « il n'est pas donné à n'importe qui d'aller à Corinthe », qui met l'accent à la fois sur le caractère agréable du séjour, mais aussi sur son coût. Athénée confirme la pratique : « Quand de simples citoyens prient la déesse d’exaucer leurs désirs, ils s’empressent d’ajouter que, si leur vœu se réalise, ils lui amèneront, comme témoignage de leur gratitude, des prostituées. » Déjà en 464 av. J.-C., Xénophon de Corinthe, vainqueur de stadion, course à pied d'une longueur d'un stade et du pentathlon aux Jeux olympiques, dédie à Aphrodite, en signe de remerciement, cent jeunes filles au temple de la déesse. Il commande à Pindare une Olympique, la XIIIe, un chant de gala dont la scolie célèbre les « filles très accueillantes, servantes de Péitho [la persuasion] en la fastueuse Corinthe ». La réalité de la prostitution sacrée corinthienne a été contestée : Strabon ne témoignerait pas par expérience personnelle, mais aurait inventé la chose, en s'appuyant sur ses connaissances sur la prostitution sacrée proche-orientale. Murphy-O'Connor a également avancé qu'aucune des structures mises au jour sur l'Acrocorinthe ne permettait d'héberger une telle population et que le terme de « hiérodule » peut s'employer sans lien avec la prostitution. Inversement, L. Kurke a objecté que cette position ne tenait pas compte du témoignage de Pindare, et que la description de Strabon ne correspondait ni aux récits d'Hérodote sur la prostitution sacrée à Babylone, ni à ceux de Strabon lui-même sur ce phénomène en Arménie et en Égypte,.

### Le cas de Sparte
Seule entre toutes les cités, Sparte est réputée en Grèce pour n'abriter aucune pornê. Plutarque l'explique par l'absence de métaux précieux et de véritable monnaie — Sparte utilise une monnaie de fer qui n'est reconnue nulle part ailleurs : aucun proxénète ne trouverait d'intérêt à s'y installer. De fait, on ne trouve pas de trace de prostitution commune à Sparte à l'époque archaïque ou classique. Le seul témoignage troublant est celui d'un vase du VIe siècle av. J.-C. montrant des femmes jouant de l'aulos dans un banquet d'hommes. Cependant, il semble qu'il s'agisse là non d'une description de la réalité spartiate de l'époque, mais d'un simple thème iconographique. La présence d'un démon ailé, de fruits, de végétation et d'un autel laissent également croire qu'il pourrait s'agir d'un banquet rituel en l'honneur d'une divinité liée à la fertilité, comme Artémis Orthia ou Apollon Hyacinthios.
Sparte connaît cependant des hétaïres à l'époque classique. Athénée évoque les courtisanes avec lesquelles Alcibiade fait la noce pendant son exil à Sparte (415-414 av. J.-C.). Xénophon narrant la conspiration de Cinadon (début du IVe siècle av. J.-C.) précise que le principal intéressé est écarté de la cité sous le prétexte d'appréhender « une femme qui passait là-bas pour une très belle femme, mais qu'on accusait de corrompre les Lacédémoniens, vieux et jeunes, qui venaient à Aulon. » Il s'agit très probablement d'une hétaïre.
À partir du IIIe siècle av. J.-C. au moins, alors que de larges quantités de monnaie étrangères circulent en Laconie, Sparte rentre totalement dans la norme des cités grecques. À l'époque hellénistique, Polémon d'Ilion décrit dans ses Offrandes à Lacédémone un portrait de la célèbre hétaïre Cottina et une vache de bronze dédiée par elle. Il ajoute que l'on montre encore de son temps, à titre de curiosité, la maison de passe qu'elle tenait près du temple de Dionysos.

### Condition des prostituées
La condition des prostituées est difficile à évaluer. En tant que femmes, elles sont déjà marginales dans la société grecque. Nous ne connaissons pas de témoignage direct sur leur vie ni de description des bordels où elles travaillent. Il est vraisemblable cependant que les maisons closes de Grèce aient été similaires à celles de Rome, décrites par des écrivains ou préservées à Pompéi : des endroits sombres, malodorants et étroits. L'un des nombreux termes argotiques grecs pour désigner une prostituée est χαμαιτυπής / khamaitypếs, littéralement « qui frappe la terre », indiquant par là que la prestation avait lieu directement sur le sol.[réf. nécessaire]

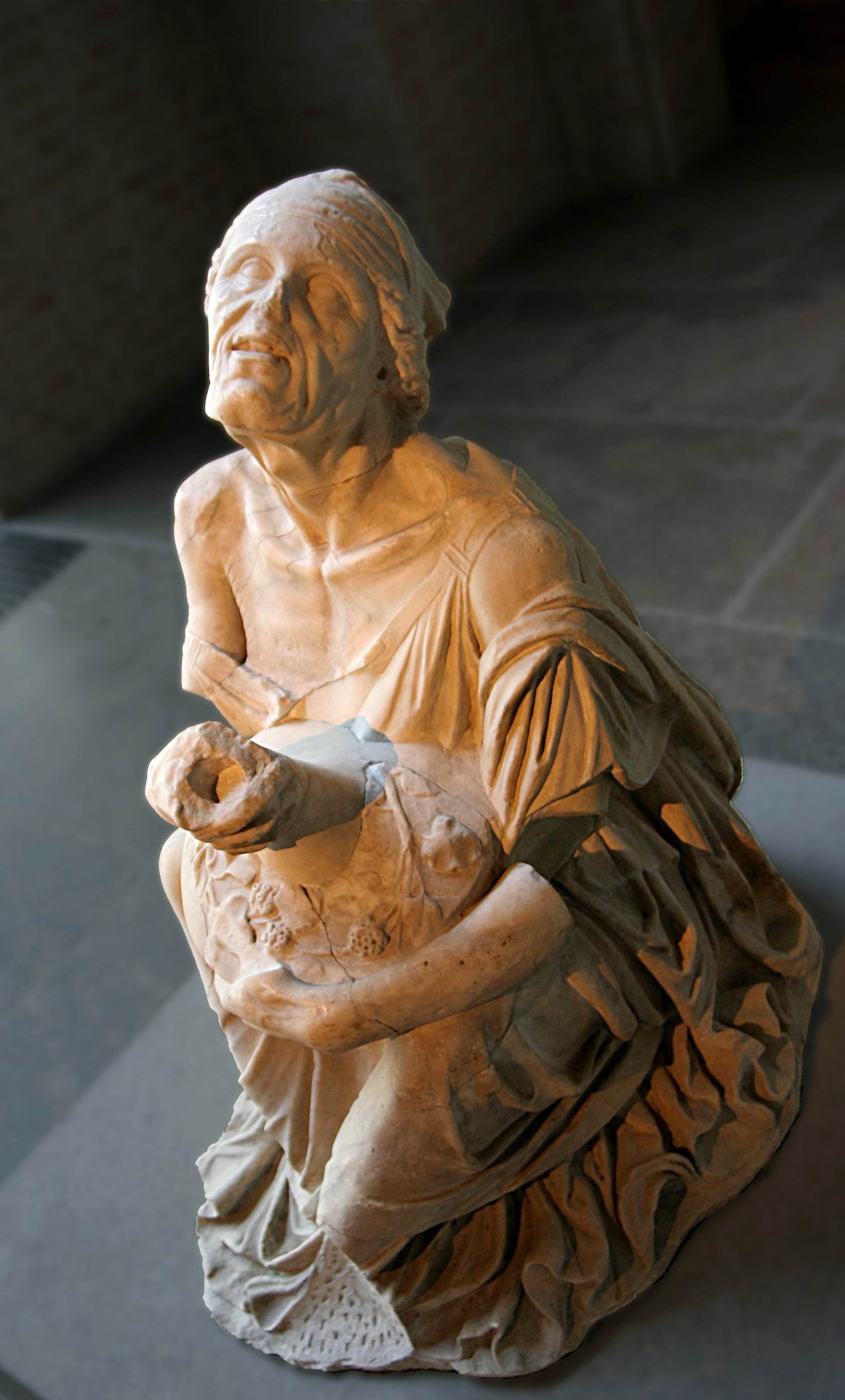
Vieille prostituée serrant contre elle sa jarre de vin, IIe siècle av. J.-C., Glyptothèque de Munich

Certains auteurs mettent en scène des prostituées parlant d'elles-mêmes, comme Lucien de Samosate dans les Dialogues des courtisanes ou d'Alciphron dans son recueil de lettres, mais il s'agit d'œuvres de fiction. Les prostituées évoquées sont des indépendantes ou des hétaïres : les sources ne s'étendent guère sur le cas des esclaves, sauf à les considérer en tant que biens à faire fructifier. Elles montrent clairement ce que pensaient les hommes grecs des prostituées : avant tout, on leur reproche leur caractère mercantile. Pour un Grec, une personne qui se prostitue, homme ou femme, le fait par pauvreté et/ou goût du lucre ; l'appétit sexuel ne semble pas un facteur envisagé. La rapacité des prostituées est un thème de plaisanterie courant dans la comédie. Il faut dire qu'à Athènes, elles sont les seules femmes à manier de l'argent, ce qui excite probablement la rancœur masculine. Autre explication : la carrière d'une prostituée indépendante est courte et incertaine : ses revenus diminuent au fil des années. Pour pouvoir vivre pendant sa vieillesse, il convient d'amasser le plus d'argent possible tant qu'il en est encore temps.
Des traités de médecine fournissent un aperçu sur leur vie quotidienne. Ainsi les prostituées esclaves, pour continuer à générer des revenus, doivent éviter autant que possible de tomber enceintes. Les techniques contraceptives utilisées par les Grecs sont mal connues, bien moins que celles des Romains. Dans un traité attribué à Hippocrate, l'auteur décrit précisément le cas d'une danseuse « qui a l'habitude d'aller avec les hommes » : il lui recommande de sauter à talons-fesses, pour ainsi faire tomber le sperme et donc éviter tout risque. Il semble que les prostituées de Corinthe aient demandé à leurs clients de pratiquer la sodomie pour éviter de tomber enceintes. Il paraît également vraisemblable que les pornai aient eu recours à l'avortement ou à l'infanticide par exposition (abandon à la naissance du nouveau-né, en Grèce antique). Dans le cas des prostituées indépendantes, la situation est moins claire : une fille peut être éduquée au métier, succéder à sa mère et ainsi l'entretenir une fois que celle-ci sera devenue âgée.

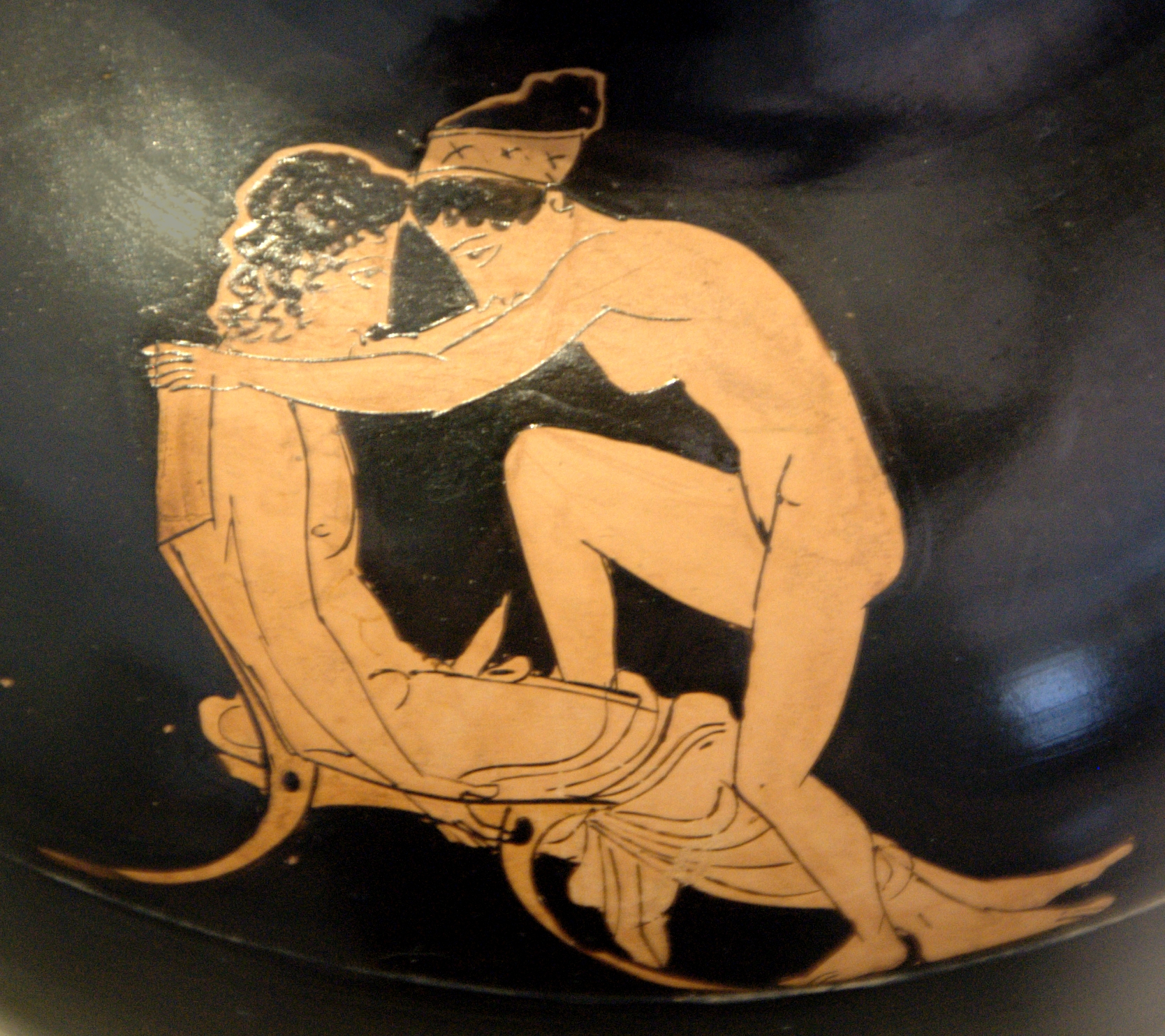
Une prostituée et son client, œnochoé du Peintre de Shuvalov, Altes Museum de Berlin

Les céramiques fournissent également un témoignage sur la vie quotidienne des prostituées. Leur représentation, très fréquente, peut être regroupée en quatre types, susceptibles de se recouper : scènes de banquet, relations sexuelles, scènes de toilette et scènes de mauvais traitements. Dans les scènes de toilette, il est fréquent que la prostituée ait un corps peu gracieux : poitrine tombante, bourrelets, etc. Une kylix montre même une prostituée en train d'uriner dans un pot de chambre. Dans les représentations d'actes sexuels, la présence de prostituées se reconnaît souvent à la présence d'une bourse, qui vient rappeler le caractère mercantile de la relation. La position la plus fréquemment représentée est celle de la levrette — ou la sodomie, les deux positions étant parfois difficiles à distinguer. La femme, elle, est fréquemment pliée en deux, les mains à plat sur le sol. Or la sodomie est considérée comme avilissante pour un adulte, et il semble que la levrette (par opposition à la position du missionnaire) soit considérée comme peu gratifiante pour la femme. Enfin, un certain nombre de vases représentent des scènes où les prostituées sont menacées avec un bâton ou avec une sandale, et contraintes d'accepter des relations sexuelles jugées dégradantes par les Grecs : une fellation, une sodomie, voire les deux en même temps.
Enfin, si les hétaïres sont indéniablement les femmes les plus libres de Grèce, il faut constater qu'elles sont nombreuses à avoir souhaité se rendre respectables en se trouvant un mari ou un compagnon stable : Nééra, dont la carrière est décrite dans un discours judiciaire, parvient ainsi à élever trois enfants avant d'être rattrapée par son passé d'hétaïre. De même, Aspasie est choisie comme concubine, voire épouse, selon les sources, par Périclès. Athénée remarque que « les putains qui se transforment en femmes honorables sont généralement bien plus fiables que ces dames qui se glorifient de leur respectabilité » et cite plusieurs grands hommes grecs fils d'un citoyen et d'une courtisane : ainsi du stratège Timothée, fils de Conon. En revanche, nous[Qui ?] ne connaissons aucun exemple de citoyenne qui soit volontairement devenue hétaïre.

### Les prostituées en littérature

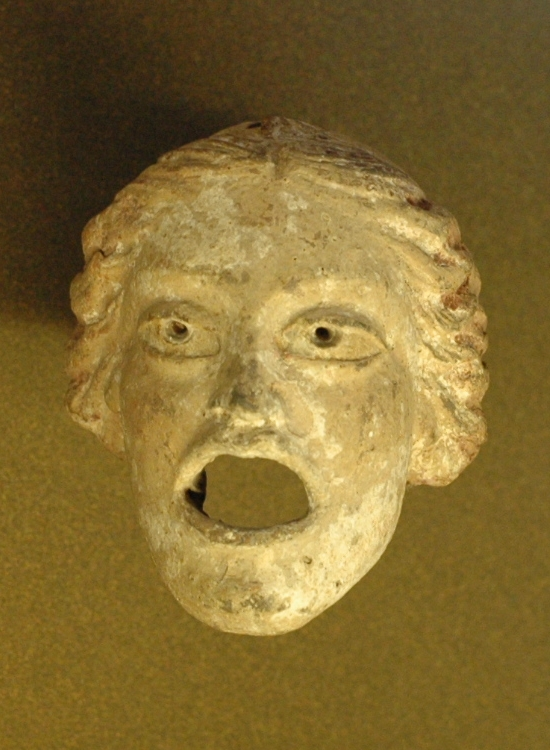
Masque de courtisane de la nouvelle comédie, no 39 sur la liste de Julius Pollux, IIIe ou, musée du Louvre

À l'époque de la nouvelle comédie, les prostituées deviennent, à l'instar des esclaves, les véritables vedettes des comédies. On peut y voir plusieurs raisons : là où la comédie ancienne se saisissait de sujets politiques, la comédie nouvelle s'intéresse aux sujets privés et à la vie quotidienne des Athéniens. Ensuite, les convenances sociales interdisent à une femme bien élevée de se montrer dehors, alors que la scène théâtrale montre un extérieur : les seules femmes se montrant normalement dans la rue sont logiquement les prostituées.
Les intrigues de la comédie nouvelle recourent donc abondamment aux prostituées. « Tant qu'il y aura un esclave rusé, un père dur, une entremetteuse malhonnête et une courtisane caressante, Ménandre vivra », clame Ovide dans ses Amours (I, 15, 17-18). La courtisane peut être la jeune première aimée du jeune premier : dans ce cas, libre et vertueuse, elle est réduite à se prostituer après avoir été abandonnée ou enlevée par des pirates (les Sicyoniens). Reconnue par ses véritables parents grâce à des bibelots laissés dans son berceau, la jeune fille libérée peut être épousée. Elle est également un personnage secondaire très courant : ses relations avec l'ami du jeune premier constituent la seconde intrigue amoureuse de la pièce. Ménandre crée également, au rebours de l'image traditionnelle de la prostituée cupide, un personnage de courtisane au grand cœur dans L'Arbitrage, où celle-ci permet le déroulement heureux de la pièce.
Inversement, dans les mondes utopiques des Grecs, il n'y a souvent pas de place pour les prostituées. Dans L'Assemblée des femmes (v. 716-719), l'héroïne, Praxagora, les interdit formellement de sa cité idéale : « les ribaudes, toutes tant qu'elles sont, j'entends mettre fin à leur industrie (...) pour réserver à ces dames la virile verdeur de nos jeunes gens. » Les prostituées sont de toute évidence considérées comme une concurrence déloyale. Dans un genre différent, Platon (la République, III, 404d) proscrit les prostituées corinthiennes au même titre que les pâtisseries attiques, toutes deux accusées d'introduire le luxe et le dérèglement dans la cité idéale. Le cynique Cratès, à l'époque hellénistique (cité par Diodore de Sicile, II, 55-60) décrit également une cité pratiquant, à l'instar de celle de Platon, la communauté des femmes et des enfants, et où la prostitution est également bannie.

## Prostitution masculine
La Grèce possède également une abondance de πόρνοι / pórnoi, prostitués. Une partie d'entre eux s'adresse à une clientèle féminine : l'existence de gigolos est attestée à l'époque classique par deux citations d'Aristophane. Ainsi, dans Ploutos (v. 960-1095), l'auteur met en scène une vieille femme sur le retour et son jeune damoiseau, contraint par la pauvreté à la cajoler contre argent sonnant et trébuchant, mesures de blé ou encore vêtements. Jeunes hommes vendus, eunuques très prisés comme l'expression d'un luxe raffiné, démontrent que la société grecque donnait sa part au plaisir hors des sentiments. À Sicyone (Péloponnèse), les hommes se prostituent avec allégresse au nom du dieu Bacchus.

### Prostitution et pédérastie

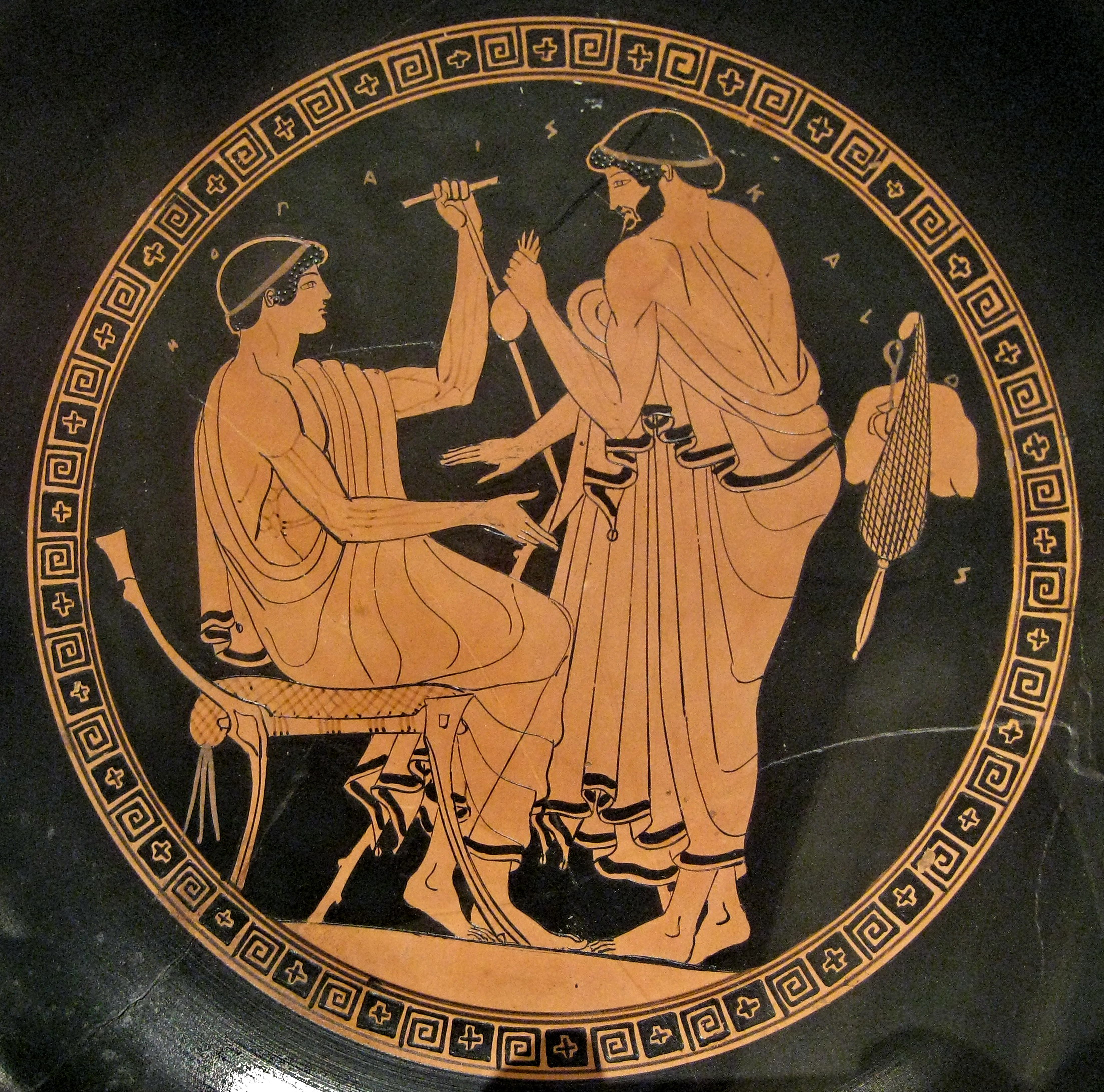
Un homme mûr propose une somme d'argent à un jeune homme en échange d'une relation sexuelle, médaillon d'une coupe attique à figures rouges, Ve siècle av. J.-C., Metropolitan Museum of Art

Contrairement à la prostitution féminine, qui mobilise des femmes de tout âge, la prostitution masculine est quasiment réservée aux adolescents. La liaison entre l'adulte et l'enfant, le pais, ne relève pas du marché des corps, mais de la paideia, de l'éducation. Des enfants mâles étaient sacrifiés à la mode très répandue des eunuques, privés en partie de leurs organes génitaux. Solon, célèbre législateur athénien, réglementa les mœurs de la jeunesse et s'opposa à la prostitution des garçons de naissance mais il n'interdit pas la vente des jeunes esclaves destinés à la débauche. Dans les Amours (25-26), le pseudo-Lucien indique expressément :

« Or, une femme, depuis sa puberté virginale jusqu'au milieu de son âge, et avant que les dernières rides de la vieillesse aient sillonné ses attraits, est un objet digne des embrassements et de la tendresse des hommes, et, quand elle a passé l'époque de la beauté, son expérience peut encore parler plus éloquemment que les jeunes garçons. Mais celui qui s'adresse à un jeune homme de vingt ans me paraît lui-même un coureur de jouissances infâmes, qui poursuit une Vénus ambiguë. Les membres d'un tel mignon, formés comme ceux d'un homme, sont robustes et nerveux. De délicat qu'était son menton, il est devenu rude par la barbe dont il est garni, et ses cuisses arrondies se sont hérissées de poils. »

La période durant laquelle les adolescents sont jugés désirables s'étend environ de la puberté jusqu'à l'arrivée de la barbe, la pilosité des garçons étant un objet de dégoût marqué pour les Grecs. Ainsi, ils connaissent le cas de dévoyés gardant pour amant un garçon adulte, mais tout de même épilé. De même que son avatar féminin, la prostitution masculine n'est pas pour les Grecs un objet de scandale. Les maisons closes de garçons esclaves existent au grand jour, non seulement dans les « quartiers chauds » du Pirée, du Céramique ou du Lycabette, mais partout dans la ville. L'un des plus célèbres de ces jeunes prostitués est sans doute Phédon d'Élis : réduit à l'esclavage lors de la prise de sa cité, il doit travailler dans une maison close jusqu'au moment où il est remarqué par Socrate, qui le fait racheter par ses disciples. Le jeune homme devient ensuite un disciple du philosophe et donne son nom au Phédon, narrant la mort de ce dernier. Les cités lèvent une taxe également sur les prostitués. Dans l'un de ses discours, le Contre Timarque, l'orateur Eschine peut tout à fait se permettre de décrire au tribunal un bordel masculin. Le client d'une telle maison n'est frappé de réprobation ni par la loi, ni par l'opinion publique.

### Prostitution et citoyenneté

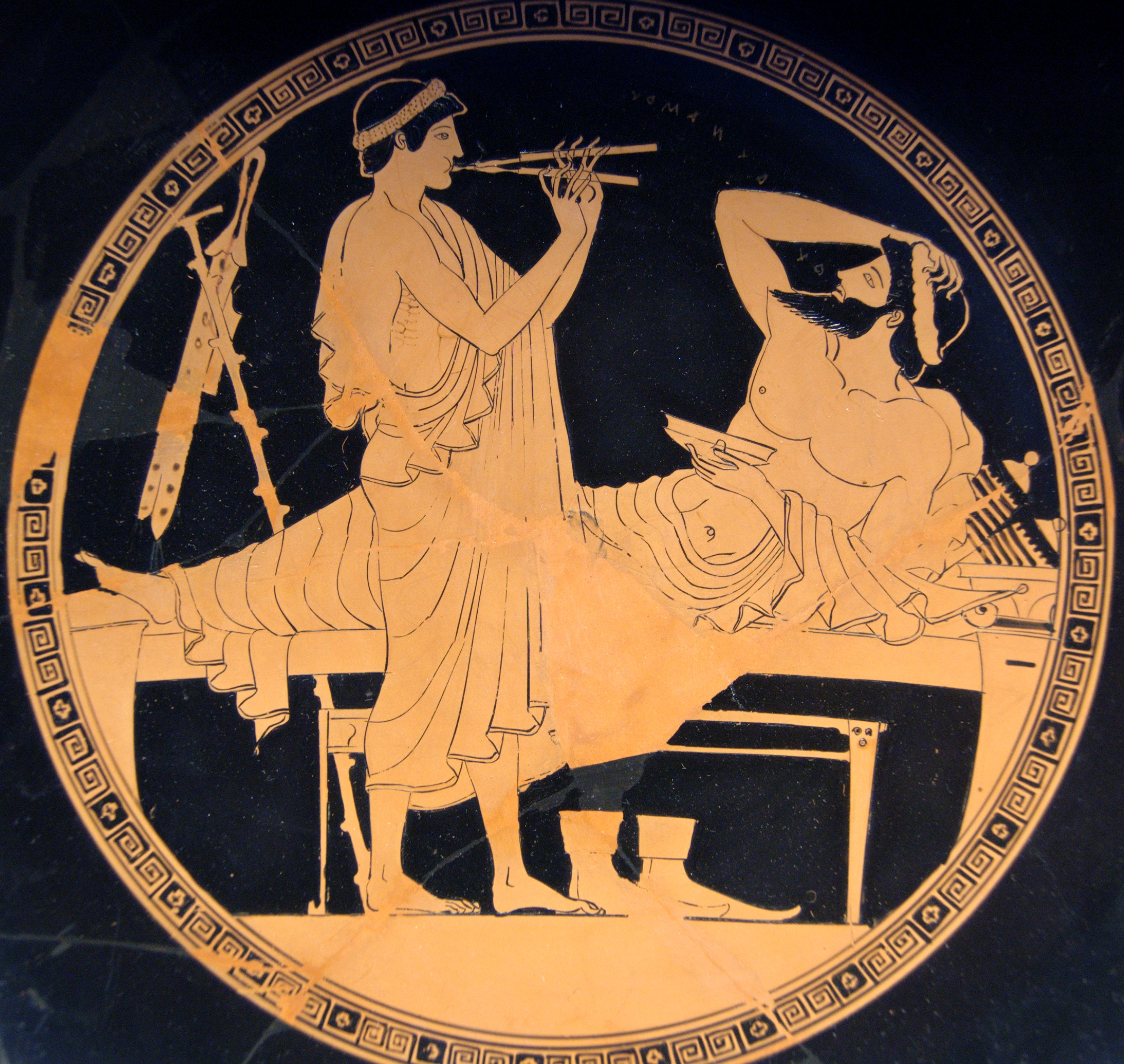
Jeune musicien lors d'un banquet, coupe de Douris, Staatliche Antikensammlungen

L'existence d'une prostitution masculine à grande échelle montre que les goûts pédérastiques ne sont pas cantonnés à une classe sociale favorisée. Si les citoyens moins aisés n'ont guère le temps ni les moyens de pratiquer les rituels aristocratiques (observation au gymnase, cour amoureuse, cadeaux) qui y sont liés, chacun a la possibilité d'assouvir ses penchants en recourant à la prostitution — et ce d'autant plus qu'à l'instar des femmes, les garçons sont protégés par la loi contre toute atteinte physique, et qu'on ne connaît pas d'exemple de relation sexuelle entre un maître et son esclave avant une mention dans Xénophon. Un autre motif de recours aux prostitués est l'existence de tabous sexuels : ainsi, le fait de pratiquer une fellation est pour les Grecs un acte dégradant. Par conséquent, dans une relation pédérastique, l'éraste (amant) n'est pas censé demander cette faveur à son éromène (bien-aimé), futur citoyen : il doit plutôt s'adresser à un prostitué.
Par conséquent, même s'il est légal, l'exercice de la prostitution est socialement honteux. Il est normalement du ressort d'esclaves ou, de manière générale, de non-citoyens. À Athènes, pour un citoyen, il entraîne des conséquences politiques importantes, comme l'atimie (ἀτιμία / atimía), la perte des droits civiques publics. Ainsi s'explique le Contre Timarque : Eschine est attaqué par Timarque ; pour se défendre, Eschine accuse son accusateur de s'être prostitué dans sa jeunesse. Par conséquent, Timarque devrait être déchu de ses droits politiques, parmi lesquels le droit de porter plainte contre quelqu'un. Corollairement, prostituer un adolescent ou offrir à un adolescent de l'argent contre des faveurs sexuelles est sévèrement interdit, puisque cela revient à priver le jeune homme de ses futurs droits civiques.[réf. nécessaire]
Le raisonnement grec est explicité par Eschine (§ 29), citant la loi à l'article δοκιμασία : le citoyen qui s'est prostitué (πεπορνευμένος / peporneuménos) ou s'est fait entretenir (ἡταιρηκώς / hêtairêkốs) est privé de parole publique car « celui qui a vendu son propre corps pour que les autres en usent selon leur plaisir (ἐφ’ ὕϐρει / eph’ hýbris) n'hésiterait pas à vendre les intérêts de la communauté dans son ensemble. » Les accusations de Timée de Tauroménion à l'encontre d'Agathocle de Syracuse reprennent exactement la même thématique : un prostitué est par définition quelqu'un qui abdique sa propre dignité pour satisfaire les désirs d'autrui : un « vulgaire prostitué (κοινὸν πόρνον / koinòn pórnon) à la disposition des plus dissolus, un geai, une buse, présentant son derrière à qui en voulait. »

### Tarifs
Comme chez les femmes, les tarifs des prostitués sont très variables. Athénée mentionne un garçon offrant ses faveurs pour une obole ; là encore, la modicité de la somme incline au doute. Straton de Sardes, un auteur d'épigrammes du IIe siècle apr. J.-C., évoque une transaction à cinq drachmes. Une lettre du pseudo-Eschine estime à 3 000 drachmes le montant gagné par un Mélanopous, probablement tout au long de sa carrière.
Il semble que l'on puisse[style à revoir] reprendre ici les catégories de la prostitution féminine. Eschine dans le Contre Timarque distingue ainsi le prostitué et le garçon entretenu. Il ajoute un peu plus loin (§ 51-52) que si Timarque s'était contenté de rester avec son premier protecteur, sa conduite aurait été moins répréhensible. Or non seulement Timarque a quitté cet homme — qui n'avait plus les moyens de l'entretenir — pour un autre, mais il a collectionné les protecteurs, prouvant ainsi, selon Eschine, qu'il n'est pas un garçon entretenu (hêtairêkôs) mais un vulgaire prostitué (peporneumenos).